# Cartea Soarelui Nou
Cartea Soarelui Nou (titlu original The Book of the New Sun) este un roman în patru părți scris în perioada 1980-83 de autorul de science fiction și fantasy Gene Wolfe. În el sunt povestite călătoria și drumul către putere ale lui Severian, un torționar căzut în dizgrație, care urcă până la poziția de Autocrat, conducătorul lumii libere. Acțiunea este povestită la persoana întâi de către personajul principal, care pretinde că are o memorie perfectă. Wolfe prezintă cărțile ca o traducere a scrierilor lui Severian în engleza contemporană. Acțiunea seriei se petrece într-un viitor îndepărtat, în care Soarele s-a micșorat considerabil, iar Pământul (menționat sub numele de "Urth") se răcește. 

## Încadrare în gen
Seria Soarelui Nou aparține subgenului Dying Earth (titlu inspirat de populara serie a lui Jack Vance Dying Earth), un science fiction / fantasy care se petrece într-un viitor îndepărtat în care Soarele este pe moarte, iar cadrul cuprinde puteri și evenimente misterioase și obscure.

## Limbaj
Cartea Soarelui Nou a fost îndelung analizată datorită înțelesurilor sale ascunse, unele analize fiind publicate, cum e cazul celor ale lui Michael Andre-Druissi, Lexicon Urthus (ISBN 0-9642795-9-2), și Robert Borski, Solar Labyrinth. Wolfe folosește din plin alegoria în cadrul seriei, Severian fiind identificat ca o figură similară lui Hristos sau Apollo: este destinat să revitalizeze Soarele și să salveze Pământul, distrugându-l în același timp. Numeroaselor cimilituri din cărți li se adaugă folosirea cuvintelor arhaice, obscure (dar fără a fi inventate), care descriu lumea viitorului îndepărtat. În anexa de la sfârșitul Umbrei Torționarului, Wolfe explică faptul că aceasta a reprezentat una dintre dificultățile traducerii scrierilor lui Severian ("într-o limbă care încă nu s-a inventat") în engleză. Un exemplu este mantia fuliginoasă a lui Severian ("culoarea mai întunecată decât negrul"), derivată probabil din fuliginos, un cuvânt obscur și arhaic însemnând ca funinginea.
Alt exemplu îl constituie optimates - numele unei facțiuni politice din Republica Romană, aquastor - o ființă spirituală care apare în operele lui Paracelsus și fiacre - o caleașcă mică (care este, de fapt, un termen franțuzesc cu acest înțeles).

## Volume
Cele patru volume ale seriei sunt:
| Nume                   | Publicare              | Note |
| ---------------------- | ---------------------- | --- |
| Umbra Torționarului    | Simon & Schuster, 1980 | nominalizat la premiul Nebula, 1980; World Fantasy Award winner, 1981; câștigător al premiulu British Science Fiction, 1981; nominalizat la premiul memorial John W. Campbell, 1981; nominalizat la premiul Locus, 1981                                                                       |
| Gheara Conciliatorului | Timescape Books, 1981  | câștigător al premiului Nebula, 1981; câștigător al premiului Locus, 1982; nominalizat la premiul Hugo, 1982; nominalizat la premiul World Fantasy, 1982 |
| Spada Lictorului       | Timescape Books, 1981  | nominalizat la premiul British Science Fiction, 1982; nominalizat la premiul Nebula, 1982; câștigător al premiului British Fantasy, 1983; câștigător al premiului Locus pentru Cel mai bun roman fantasy, 1983; nominalizat la premiul Hugo, 1983; nominalizat la premiul World Fantasy, 1983 |
| Citadela Autocratului  | Timescape Books, 1983  | nominalizat la premiul Nebula, 1983; nominalizat la premiul British Science Fiction, 1983; nominalizat la premiul Nebula, 1983; câștigător al premiului memorial John W. Campbell, 1984 |

| Nume                    | Publicare | Note |
| ----------------------- | --------- | --- |
| The Urth of the New Sun | Tor, 1987 | Un epilog a cărui acțiune se petrece la câțiva ani după evenimentele din Cartea Soarelui Nou nominalizat la premiul Hugo, 1988 nominalizat la premiul Nebula, 1988 nominalizat la premiul Locus, 1988 |

De atunci, Wolfe a mai scris două serii a căror acțiune se petrece în universul lui Severian, Cartea Soarelui Lung (o serie de patru cărți a cărei acțiune se petrece pe o arcă interstelară; două dintre cărți au fost nominalizate la premiul Nebula) și Cartea Soarelui Scurt (o serie de trei cărți care urmărește locatarii unei arce interstelare după ce călătoria lor a luat sfârșit).
În Barlowe's Guide to Fantasy a lui Wayne Barlowe apare menționat alzaboul din Spada Lictorului.

## Interpretări
Există o serie de interpretări în cărțile lui Michael Andre Druissi - Lexicon Urthus, Peter Wright - Attending DedalDaedalus, John Clute - Strokes și Robert Borski - Solar Labyrinth. Printre teorii se regăsesc următoarele:
- Orașul de baștină a lui Severian, Nessus, este Buenos Aires-ul viitorului.
- Personajele Agia și Agilus sunt verii lui Severian.
- Părintele Inire și Ossipago nu sunt doar același personaj, ci urmașul lui Severian cu una dintre hierodule.
- Opera anterioară a lui Wolfe, The Fifth Head of Cerberus, se petrece de fapt în același univers, fiind un preludiu al romanelor Cărții Soarelui Nou, Cărții Soarelui Lung și Cărții Soarelui Scurt.
- Însoțitoarea și iubita lui Severian, Dorcas, este bunica lui din partea tatălui (Ouen este fiul ei, făcându-se o aluzie că acesta e tatăl său).
- Autocratul este tatăl Theclei.
- Merryn este sora lui Severian. O variantă propusă de Robert Borski ar fi că Jolenta este sora lui Severian.